# Tidslinje over kinesisk historie
|  | Sammenskrivningsforslag Artiklerne Tidslinje for Kina, Tidslinje over kinesisk historie er foreslået sammenskrevet. (Siden december 2019) Diskutér forslaget |

Tidslinje over kinesisk historie med de tidlige kulturer og dynastierne. 
- Hemudukulturen
- Yangshaokulturen (ca. 5000 – 3000 f.Kr.)
- Longshankulturen (ca. 3000 – 2000 f.Kr.)
- Liangzhukulturen (ca. 3300 – 2200 f.Kr.)
- Erlitoukulturen (ca. 1900 – 1500 f.Kr.)

- Sanhuangwudi-epoken (mytologisk)

- Xia-dynastiet: ca. 2070 – 1600 f.Kr.
- Shang-dynastiet; også kaldt "Yin", ca. 1700 – 1100 f.Kr.
- Zhou-dynastiet ca. 1100 – 256 f.Kr.
  - Vestlige Zhou, Xizhou: 1100 – 770 f.Kr.
  - Østlige Zhou, Dongzhou: 770 – 256 f.Kr.
    - Forårs- og efterårsperioden, Chunqiu: 770 – 476 f.Kr.
    - De stridende staters tid, Zhanguo: 476 – 221 f.Kr.

- Qin-dynastiet: 221 – 207 f.Kr.

- Han-Dynastiet: 206 f.Kr. – 220 e.Kr.
  - Tidlige Han-dynasti, Qian-Han (også kaldt Det vestlige Han, Xi-Han): 200 f.Kr. – 9 e.Kr.
    - Kejser Gaozu; 206-195 f.Kr.
    - Kejser Wudi; 140-87 f.Kr.

  - Wang Mang-interregnumet, 9 – 25 e.Kr.
  - Senere Han, Hou-Han (også kaldt Det østlige Han, Dong-Han): 25- 220

- De tre rigers tid, Sanguo: 220 – 280
  - Wei: 220 – 265
    - Kejser Wendi: 220 – 226

  - Shu: 221 – 263
  - Wu: 222 – 280

- Jin-dynastiet: 265 – 420
  - Vestlige Jin, Xi-Jing: 265 – 316
  - Østlige Jin, Dong-Jin: 317 – 420
  - Sekstenkongerigerne
    - Han-Zhao (også kaldt Det tidlige Zhao, 304 – 329)
    - Cheng-Han (også kaldt Det tidlige Shu, 304 – 347)
    - Senere Zhao (319 – 350)
    - Tidlige Liang (324 – 376)
    - Tidlige Yan (337 – 370)
    - Tidlige Qin (351 – 394)
    - Senere Qin (384 – 417)
    - Senere Yan (384 – 409)
    - Vestlige Qin (385 – 431)
    - Senere Liang (386 – 403)
    - Sydlige Liang (397 – 414)
    - Sydlige Yan (398 – 410)
    - Vestlige Liang (400 – 420)
    - Nordlige Liang (401 – 439)
    - Xia (407 – 431)
    - Nordlige Yan (409 – 433)

- Nord- og Syd-dynastiernes tid, Nanbei-Chao: 420 – 589
  - De sydlige dynastier, Nanchao:
    - Tidlige Song, Liu-Song: 420 – 479
    - Qi: 479 – 502
    - Liang: 502 – 557
      - Kejser Wudi 502- 549

    - Chen: 557 – 589

  - De nordlige dynastier, Beichao:
    - nordlige Wei, Bei-Wei: 386 – 534
    - østlige Wei, Dong-Wei: 534 – 550
    - vestlige Wei, Xi-Wei: 535 – 557
    - nordlige Qi, Bei-Qi: 550 – 577
    - nordlige Zhou, Bei-Zhou: 557 – 581

- Sui-dynastiet: 581 – 618
  - Kejser Wen Di: 581-604
  - Kejser Yang Di: 605-617

- T'ang-dynastiet: 618 – 907
  - Kejser Taizong: 627-549
  - Kejser inde Wu Zetian og hendes Wuzhou-dynasti (690 -705)
  - Kejser Xuanzong: 712-756

- De fem dynastier og ti kongedømmer (907 – 960)
  - De fem dynastier Wudai: 907 – 960
    - Senere Liang, Hou-Liang: 907 – 936
    - Senere Tang, Hou-Tang: 923 – 936
    - Senere Jin, Hou-Jin: 936 – 947
    - Senere Han, Hou-Han: 947 – 950
    - Senere Zhou, Hou-Zhou: 951 – 960

  - De ti kongedømmer
    - Wu Yue (904 – 978)
    - Ming (909 – 945)
      - Yin (943 – 945)

    - Jingnan (906 – 963)
    - Machu (897 – 951)
    - Wu (904 – 937)
    - Sydlige Tang (937 – 975)
    - Sydlige Han (917 – 971)
    - Nordlige Han (951 – 979)
    - Tidlige Shu (907 – 925)
    - Senere Shu (934 – 965)

- Det kinesiske tretræ: Song-tiden, Liao-tiden og Den vestlige Xia-tiden: 960 – 1279
  - Liao-dynastiet: 916 – 1125
  - Song-dynastiet:
    - Det nordlige Song, Bei-Song: 960 – 1127
      - Kejser Huizong; 1101-1125

    - Det sydlige Song, Nan-Song: 1127 – 1279

  - Vestlige Xia-dynasti: 1032 – 1227
  - Det jurchenske Jin-dynasti: 1115 – 1234
    - Kejser Shizong: 1161 – 1189
    - Taihe-perioden: 1201-1208

- Yuan-dynastiet: 1261 – 1368
  - Kejser Kubilai (Shizu): 1279-1368
  - Zhizheng-perioden: 1341-1368

- Ming-dynastiet: 1368 – 1644
  - Hongwu-perioden 1368-1398
  - Yongle-kejseren 1402 – 1424
    - Admiral Zheng He 1371 – 1435

  - Zhengde-kejseren: 1506-1521
  - Wanli-perioden: 1573-1620

- Qing-dynastiet: 1644 – 1911 (også kaldt Manchu-dynastiet) 
  - Kangxi-kejseren: 1662-1722
  - Yongzheng-kejseren: 1723-1735
  - Daoguang-kejseren: 1821-1850
  - Xianfeng-kejseren: 1851-1861
  - Tongzhi-kejseren: 1862-1874
  - Guangxu-kejseren: 1875-1908
  - Xuangtong-kejseren:1908-1912

- Hongxian-dynastiet: 1915-1916
  - Yuan Shikai:12. december 1915 – 22. mars 1916

Republikken Kina (Zhōnghuá mínguó): 1912 – 1949
Folkerepublikken Kina (Zhōnghuá rénmín gònghéguó): fra 1949
Republikken Kina (Taiwan) (Zhōnghuá mínguó): fra 1949

## Nogle vigtige begivenheder
- Kejser Qin Shi Huang opfører store dele af Den kinesiske mur 214 f.Kr.
- Kejserriget Kina oprettes af Qin Shi Huang, 221 f.Kr.
- Djengis Khan overfalder Kina, 1211
- Ming-dynastiets fald, 1644
- Første opiumskrig, 1839–1842
- Anden opiumskrig, 1856–1860
- Taipingoprøret, 1851–1864
- Bokseroprøret, 1900
- Qing-dynastiets fald, 1911
- Folkerepublikken Kina udråbes af Mao Zedong, 1. oktober 1949
- Massakren på Den himmelske Freds Plads (Tiananmen-pladsen), 4. juni 1989